# Ротациона локомоција у живим системима
Ротациона локомоција представља кретање живих организама помоћу ротације, што укључује два основна модела: једноставно котрљање и употребу „точкова” или „пропелера” који се окрећу око осе у односу на фиксни део тела. Док многи организми користе котрљање, права биолошка „точкаста” или „пропелерска” локомоција је ограничена на микроскопске организме.

### Примери ротације у биологији

#### Котрљање
Неколико врста животиња користи котрљање као начин кретања. Ово не подразумева употребу точка, већ се цело тело организма ротира. Неке издужене врсте, попут одређених гусеница, ларви тигрових буба, мијапода, богомољки-ракова, Armadillidiidae и саламандера Mount Lyell, формирају петљу од тела и котрљају се ради бекства од опасности.
Сферичнији облик ради заштите од предатора усвајају панголини, „точкасти пауци”, јежеви, оклопници, гуштери са оклопом, изоподи и фосилни трилобити. Панголини и „точкасти пауци” су посматрани како се намерно котрљају да би избегли предаторе.
Биљке попут „тумблвида” (нпр. Kali tragus) одвајају се од корена и котрљају ветром ради ширења семена. Сличну стратегију користе неке гљиве рода Bovista за ширење спора.
Ротифери, иако им име значи „носачи точкова”, немају права ротирајућа тела, већ користе прстен ритмички покретних цилија за кретање и исхрану.
Кератиноцити, ћелије коже, мигрирају котрљањем током зарастања рана, формирајући баријеру против патогена и губитка влаге.
Бубе балегари формирају кугле од балеге које котрљају, обично гурајући их задњим ногама. Ово понашање се развијало независно у више линија и било је значајно у древном Египту.

#### Слободна ротација

##### Макроскопски организми
Једини познати пример слободно ротирајуће структуре код животиња је кристални стил код неких шкољки и пужева. Овај гликопротеински штапић се формира у цилијарној кеси и ротира ради ослобађања ензима за варење.

##### Микроскопски организми
Два молекуларна ротациона механизма су позната у ћелијама. Први је H+ транспортна двосекторна ATPаза, ензим који користи протонски градијент за синтезу ATP-а, при чему ротација ензима омогућава фосфорилацију ADP-а. Други је бактеријска флагела, једини познати биолошки „точак” који омогућава континуирану ротацију и погон.
Флагела бактерија је покретана ротирајућим мотором у бази, који користи протонски или натријумски градијент. Овај мотор може достићи брзине до 1000 обртаја у минути и омогућава бактеријама да се крећу великом брзином у односу на своју величину.
Археје имају сличне структуре зване археела, које су еволуционо различите од бактеријских флагела.
Еукариотске ћелије, попут сперматозоида и Euglena, имају структуре сличне флагелама (цилије), али оне не ротирају у основи већ се савијају.

## Биолошке баријере за точкасте организме

### Еволуционе препреке
Еволуција сложених структура дешава се постепено, тако да точак не може настати ако делимично развијена структура не носи селективну предност. Једини изузетак је флагела, која је настала ексаптацијом постојећих компоненти.

### Развојне и анатомске препреке
Главна анатомска препрека је интерфејс између статичког и ротирајућег дела. За разлику од зглобова, точак мора ротирати неограничено, што захтева посебна решења за пренос снаге, смањење трења и исхрану ткива. Могуће решење је да точак буде од мртвог материјала попут кератина.

## Недостаци точкова у природи
Точкови су ефикасни само на чврстим, равним подлогама, али на меком или неравном терену трпе велике губитке енергије због отпора котрљања. Лимбови су много свестранији и омогућавају савладавање препрека, пењање и друге функције.

## У фикцији и легендама
Котрљајућа и точкаста бића честа су у митологији и фикцији. Примери укључују „hoop snake” из САД и Аустралије, јапанског Tsuchinoko и „Wheelers” из романа Ozma of Oz.

## Видети још
Биомиметика
Кретање животиња
Флагела
Х+ транспортујућа двосекторна АТПаза